# Seznam finskih generalov
Seznam finskih generalov.

## A
- Aksel Airo  (1898—1985)
- Pietari A. Autti (1893—1959)

## B
- Aarne L. Blick (1894—1964)

## E
- Adolf Ehrnrooth (1905—2004)
- Oscar P. Enckell (1878—1960)

## G
- G. Verner J. Gustafsson (1890—1959)

## H
- Erik Heinrichs (1890—1965)
- J. Woldemar Hägglund (1893—1963)

## I
- Selim E. Isakson (1892—1960)

## K
- Heikki Kekoni (1893—1953)
- Antti Olavi Korhonen (1911—1992)

## L
- Ernst R. Lagus (1896—1956)

## M
- Carl Gustaf Emil Mannerheim (1867—1951) (maršal)
- Olli-Matti Multamäki (1948—2007)

## N
- Vilho Petter Nenonen (1883—1960)

## O
- Karl Lennart Oesch (1892—1978)
- Voldemar Oinonen (1891—1963)
- Oiva O. Olenius (1890—1968)
- Hugo V. Österman (1893—1975)

## P
- Aaro O. Pajari (1897—1949)

## S
- Ensio Siilasvuo (1922—2001)
- Hjalmar F. Siilasvuo (1892—1947)
- Aarne Snellman (1894—1942)
- Georg Magnus Sprengtporten  (1740—1819)
- Torsten Stålhandske (1593—1644)
- Lauri Sutela (1918—2011)
- Antero J. Svensson (1892—1946)

## T
- Paavo Talvela (1897—1973)

## V
- Väinö Valve (1895—1995)
- Kaarlo I. Viljanen (1893—1942)

## W
- Karl R. Walden (1878—1946)
- Kurt M. Wallenius (1893—1984)
- C. Bertil N. Winell (1892—1943)

## Ö
- Harald Öhquist (1891—1971)
- Hugo V. Österman (1892—1975)